# 小行星25864
小行星25864（25864 Banič）是一颗绕太阳运转的小行星，为主小行星带小行星。该小行星于2000年4月8日发现。

## 轨道参数
小行星25864的轨道半长轴为3.0872259 UA，离心率为0.077。